# Galizischer Sumpfkrebs
Der Galizische Sumpfkrebs (Pontastacus leptodactylus), auch Europäischer Sumpfkrebs, Schmalscherenkrebs oder einfach nur Sumpfkrebs genannt, ist ein großwüchsiger osteuropäischer Flusskrebs. Er ist wie der Edelkrebs von der Krebspest bedroht.

## Beschreibung

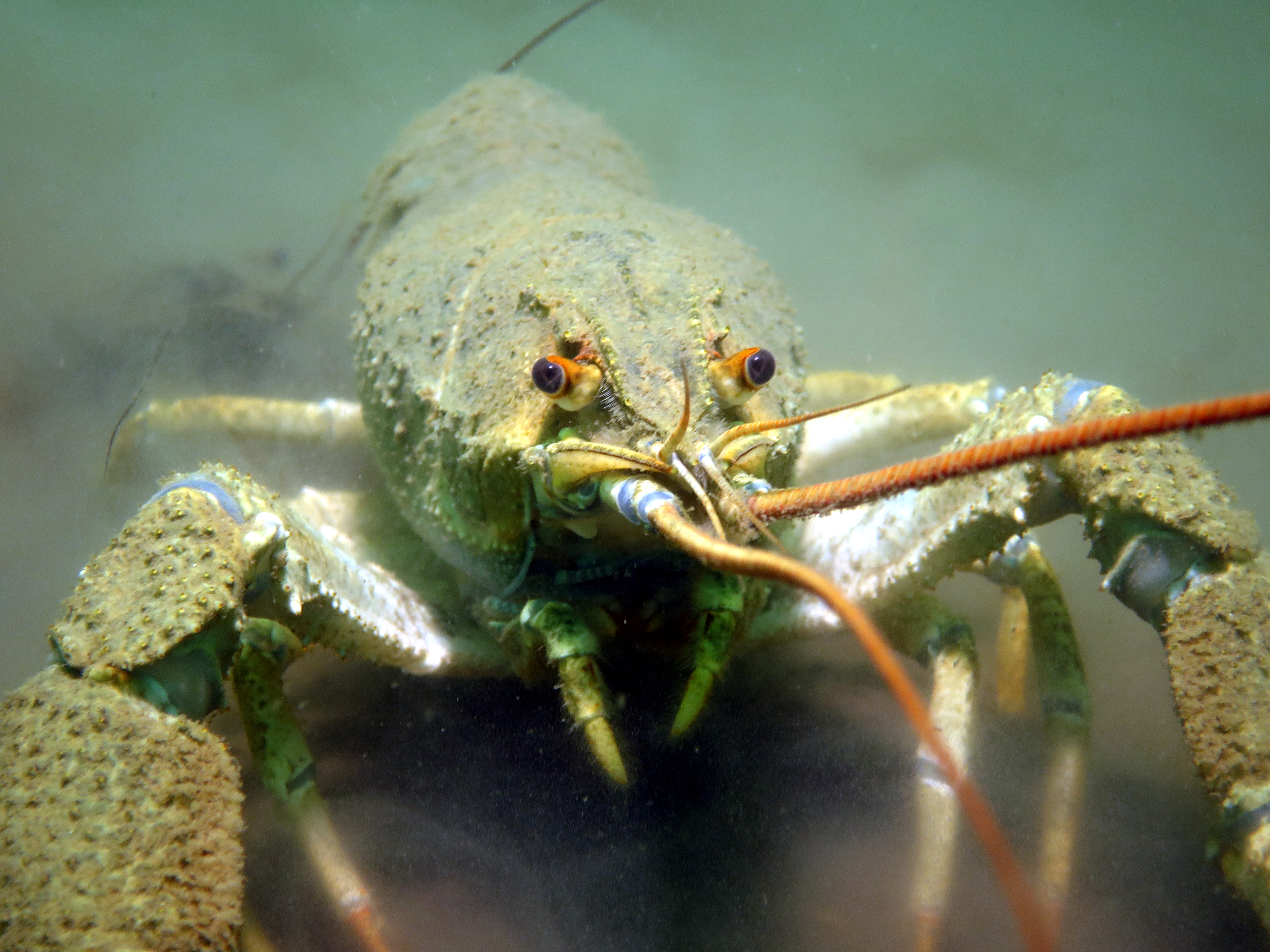
Galizischer Sumpfkrebs (Nahaufnahme)

Der Galizische Sumpfkrebs wird 16 bis 18 cm groß, in Extremfällen bis zu 25 cm. Die Grundfärbung ist meist hell sandfarben bis hellbraun. Er ist schlanker als der Edelkrebs gebaut, auffälligstes Unterscheidungsmerkmal sind die beiden extrem langgestreckten Scherenfinger.

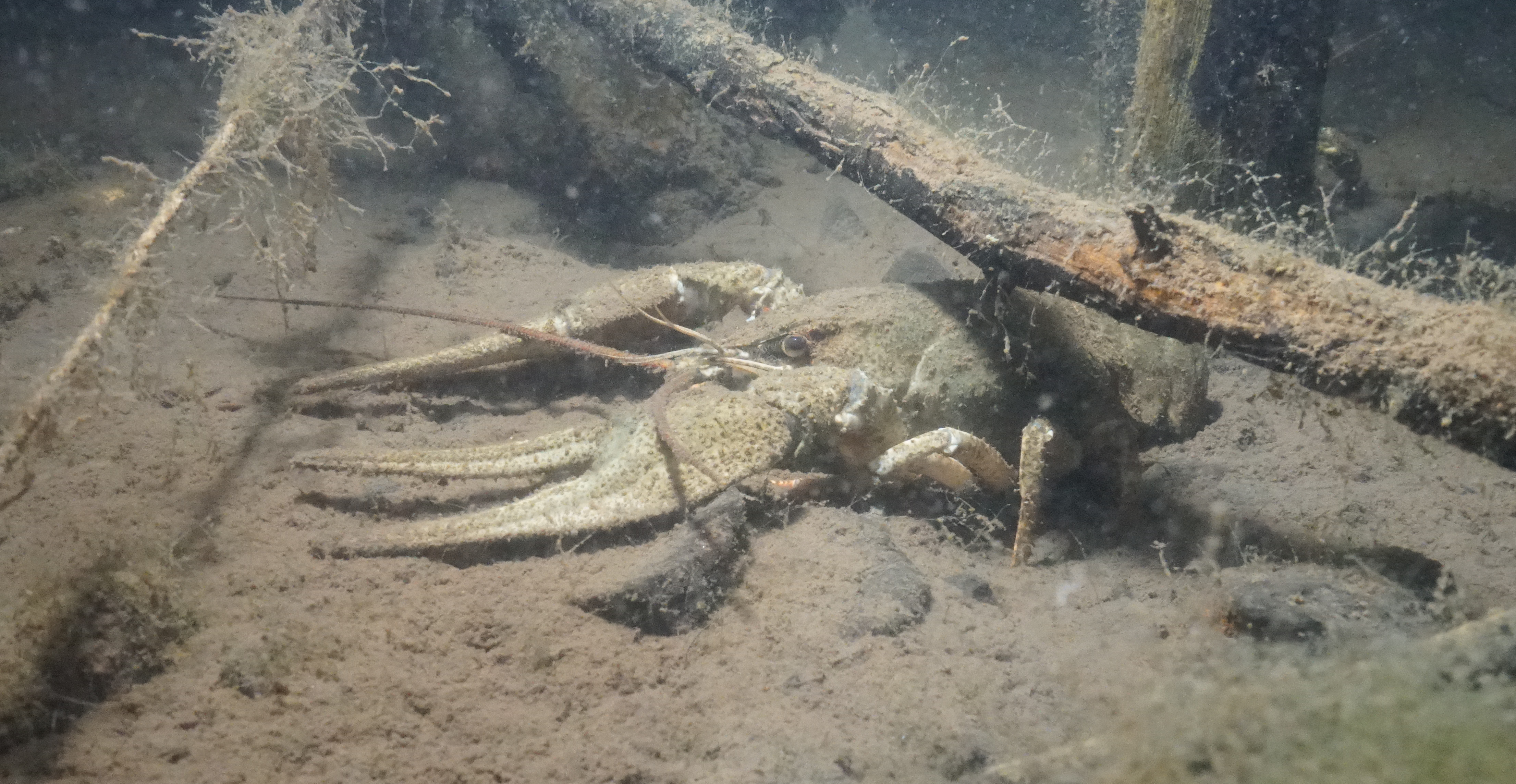
Der Galizische Sumpfkrebs hat auffällig lange schmale Scheren

## Lebensraum
Der Krebs bevorzugt sommerwarme, nährstoffreiche Gewässer der Niederung oder Fließgewässer mit nur geringer Strömung. Er lebt auch in sehr schlammigen Gewässern (Sumpfkrebs). Sind geeignete Uferböschungen vorhanden, gräbt er selbst Wohnhöhlen. Er hat eine höhere Widerstandsfähigkeit gegenüber Verschmutzung als der Edelkrebs.
Ursprünglich war der Krebs im Einzugsgebiet des Schwarzen und des Kaspischen Meeres beheimatet. Nach Auftreten der Krebspest wurde er in einigen Gewässern Mitteleuropas eingesetzt, da man dachte, dass diese Art resistent gegenüber der Krebspest sei. Alle heutigen Vorkommen in Mitteleuropa beruhen auf diesen Besatzmaßnahmen.